# 新塞浦路斯党
新塞浦路斯党（土耳其語：Yeni Kıbrıs Partisi）是北塞浦路斯的一个左翼政党。该党成立于1989年10月30日。它的意识形态是民主社会主义。它主张塞浦路斯统一。它的领导人是Murat Kanatlı。总部位于北尼科西亚。它是欧洲左翼党的观察员党。